# Sorlaci (Foča)
Pour les articles homonymes, voir Sorlaci.
Sorlaci (en cyrillique : Сорлаци) est un village de Bosnie-Herzégovine. Il est situé dans la municipalité de Foča et dans la république serbe de Bosnie. Selon les premiers résultats du recensement bosnien de 2013, il ne compte plus aucun habitant.
Avant la guerre de Bosnie-Herzégovine, le village faisait entièrement partie de la municipalité de Foča ; après la guerre, son territoire a été partiellement intégré dans la municipalité de Foča-Ustikolina nouvellement créée et rattachée à la fédération de Bosnie-et-Herzégovine.

## Démographie

### Répartition de la population par nationalités (1991)
En 1991, le village comptait 150 habitants, répartis de la manière suivante :